# Dîvane Küsrev Paixà
Dîvane Küsrev Paşa (anteriorment Divane Khosrew Pasha o Deli Khosrew Pasha o també Divane Hüsrev Paşa) fou un genísser, governador i visir otomà d'origen bosnià, germà de l'efímer gran visir Lala Mustafà Paixà (1580).
Va desertar de l'exèrcit i va viure una vida d'aventures fins que al cap d'uns anys va obtenir el perdó i va ocupar alguns càrrecs menors a palau. Per la seva valent conducta a Çaldiran (1514) fou nomenat beglerbegi de Karaman (25 d'agost de 1514) i va participar en la conquesta del Diyar Bakr el 1515, i a la campanya d'Egipte (1516-1517).
El 1520 va reprimir la revolta kizilbaixi de Xah Veli i el 1521 la de Djanbirdi Ghazali, En aquest darrer any va rebre el nomenament com a governador d'Anatòlia (Anadolu) i a la mort del beglerbegi Biyikli Mehmed Pasha a finals del 1521, va ocupar el càrrec de governador del Diyar Bakr amb seu a Amida, on va restar deu anys. L'hivern del 1531-1532 va tenir un conflicte amb Ulama Paixà, un dissident safàvida passat als otomans que havia rebut el comandament de les forces otomanes a l'Anatòlia oriental i que tenia el favor del gran visir Pargalı İbrahim Pasha (1523-1536), i per aquesta causa Khosrew fou destituït, però nomenat com beglerbegi d'Anatòlia per segon cop al cap d'uns mesos (el 1532).
Va participar el 1532 o 1533 a una campanya militar a Europa en aquest any. El 1533 era beglerbegi d'Alep i l'any següent de Damasc. Durant el període en què l'exèrcit otomà va passar l'hivern a Bagdad en la campanya anomenada dels "dos Iraqs" fou enviat a Egipte com a beglerbegi en substitució de Khadim Süleyman Paşa (febrer de 1535) que feia deu anys que governava. Va governar Egipte fins al desembre de 1536, i va destacar per obtenir una extraordinària recaptació, fins al punt que la Porta va sospitar que s'havia obtingut per mitjans il·legals i encara que no es va poder provar res fou destituït. En aquest temps Egipte, encara que segurament hi va haver abusos per obtenir els pagaments de taxes, va gaudir de seguretat i de prosperitat. Khadim Süleyman Paixà va tornar al govern, i el considerava el seu enemic personal perquè havia criticat el seu govern anterior davant la Porta.
Khosrew va retornar (1537) a Anadolu, com a governador per tercer cop. El juny de 1538 va ser traslladat al govern de Rumèlia i aquest mateix any va fer campanya a Moldàvia i a l'any següent va conquerir Castelnuovo. El 1541 fou nomenat quart visir quan Damat Rüstem Paşa era segon visir i Hadim Süleyman Paixà era gran visir (1541-1544). Rustem, que era gendre del sultà i tenia el suport de la seva sogra la influent Khürrem Sultan, va instigar a Khosrew contra Khadim i al revés fins que els dos homes es van enfrontar a cops davant el sultà el que els va costar ser destituïts (28 de novembre de 1544). Damat Rüstem Pasha fou nomenat gran visir.
Khosrew, desesperat, es va negar a menjar i va morir d'inanició abans del final d'any.